# Große Ustjinski-Brücke

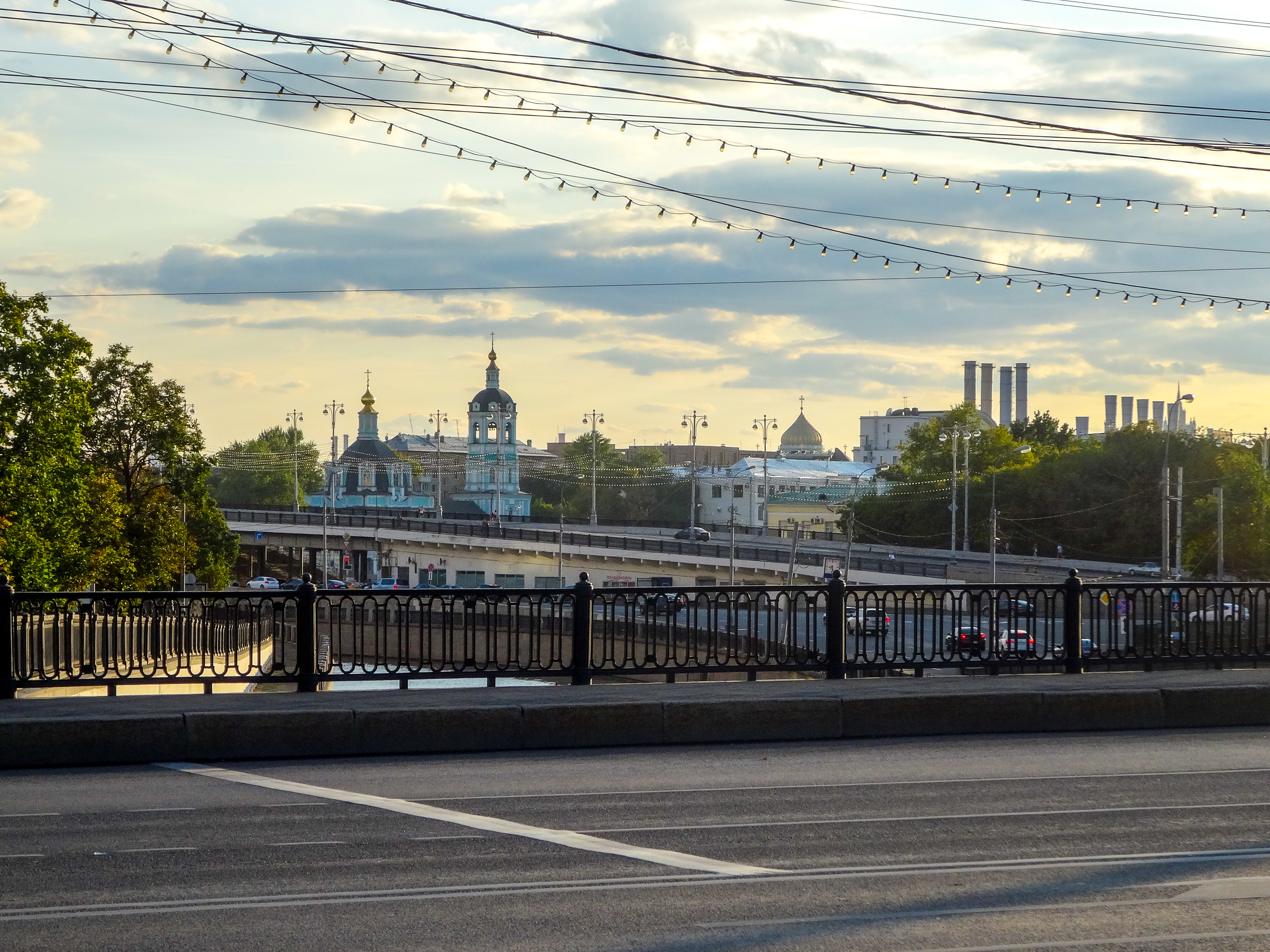
Blick von der Astakhovski-Brücke zur Große Ustjinski-Brücke. Juli 2014

Die Große Ustjinski-Brücke (russisch Большой Устьинский мост Bolschoi Ustjinski most) ist eine Bogenbrücke aus Stahl in Moskau, welche unmittelbar oberhalb der Mündung der Jausa über die Moskwa und deren beiden Uferstraßen führt. Die im Mai 1938 eröffnete Brücke ist 134 m lang und 34 m breit. Sie ersetzt eine 1881 errichtete Bogenbrücke. Neben dem Straßenverkehr überführt die Brücke auch eine Straßenbahnstrecke.

## Lage und Name
Die Große Ustjinski-Brücke führt den Verkehr vom Boulevardring über die Moskwa zur Insel Baltschug. In der südlichen Verlängerung des Straßenzuges folgt die Kleine Ustjinskibrücke, welche den Verkehr von der Insel in den Stadtteil Samoskworetschje führt. Über die Brücke fahren die Straßenbahnlinien 3, 39 und A (Stand: 2014) auf ihrem Abschnitt zwischen der Endstation Tschistyje Prudy auf dem Boulevardring links der Moskwa und dem Pawelezer Bahnhof.
Der Name der Brücke ist vom russischen ustje für „Mündung“ (der Jausa in die Moskwa) abgeleitet; entsprechend heißt die entlang dem rechten Jausa-Ufer auf die Brücke führende Straße auf dem letzten Abschnitt Ustjinskaja nabereschnaja, etwa „Mündungs-Uferstraße“.

## Bauwerk
Die Brücke wurde von den Architekten G. P. Golz (russisch Г. П. Гольц) und D. M. Sobolew (russisch Д. М. Соболев) zusammen mit dem Ingenieur W. M. Wachurkin (russisch В. М. Вахуркин) entworfen. Die Brücke hat keine sichtbaren Pfeiler. Der Überbau wird von sechs genieteten Stahlbögen gebildet, die zusammen 2235 Tonnen wiegen.

## Geschichte
Die 1881 vom Ingenieur W. N. Schpeiner errichtete erste Ustjinski-Brücke lag etwas flussabwärts der heutigen Brücke und wies zwei Strompfeiler auf. Die Brücke war 125 Meter lang und 19,2 Meter breit. 
Zu Beginn des 20. Jahrhunderts begannen sich mehr und mehr Untiefen in der Moskwa zu bilden. Durch den Bau des Moskau-Wolga-Kanal wurde der Wasserspiegel aber so stark angehoben, dass die Brücken über die Moskwa neu errichtet werden mussten und die heutige Brücke entstand. Die Brücke wurde in den Jahren 1997 bis 1999 umfassend saniert.